# Час у Демократичній Республіці Конго
|  | UTC+01:00 |
|  | UTC+02:00 |

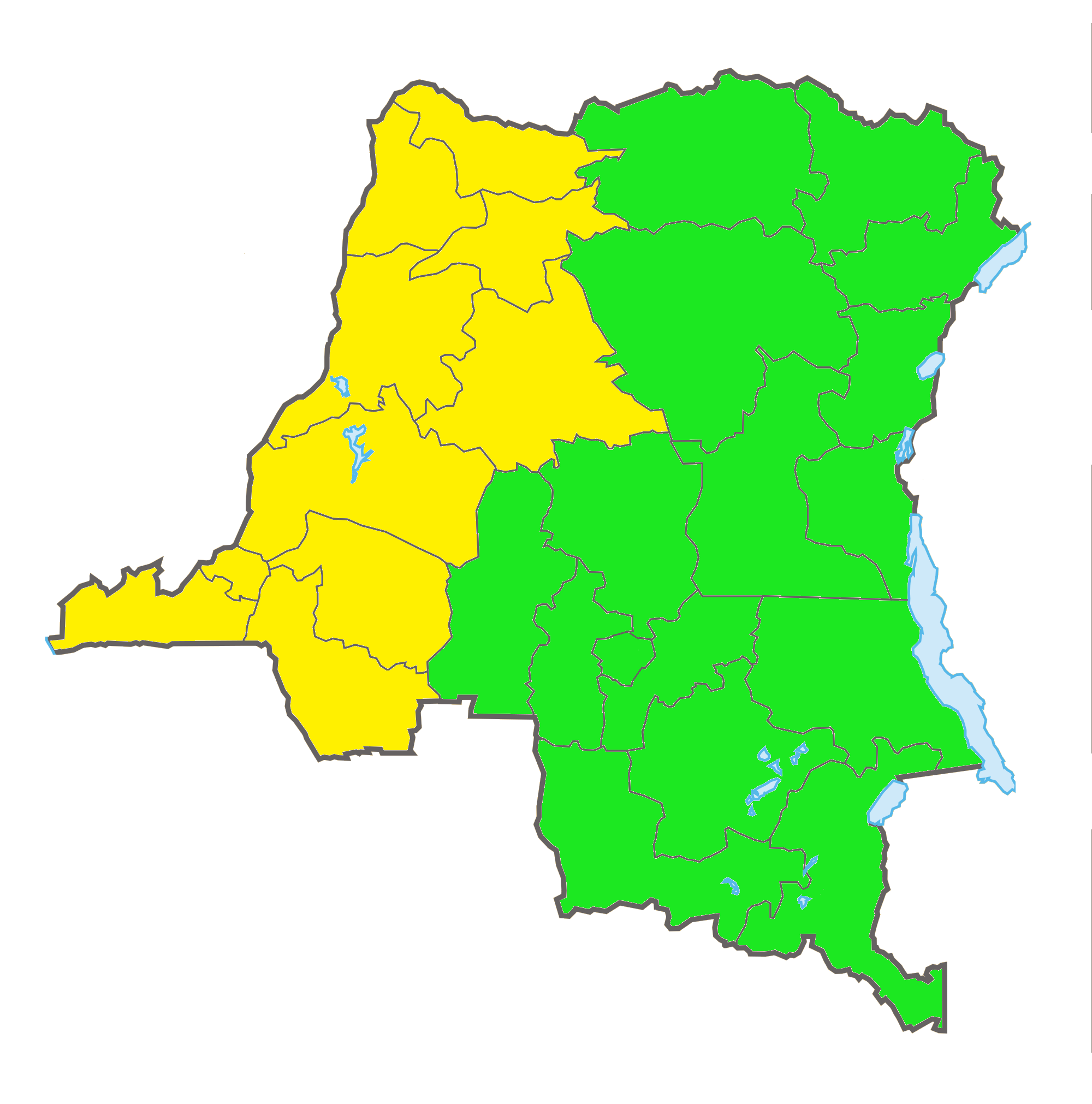

ДР Конго використовує західноафриканський час (WAT), який на 1 годину більше, ніж універсальний координований час (UTC + 1), та центральноафриканський час (CAT), котрий збігається з південноафриканським стандартним і східноєвропейським часами (UTC+2).
Оскільки цей пояс використовується переважно біля екватора, тривалість дня протягом року майже не відрізняється і перехід на літній час не здійснюється.

## tz database
| Координати* | TZ*                                          | Стандартний час | Літній час |
| ----------- | -------------------------------------------- | --------------- | ---------- |
| +0419+1519  | Africa/Kinshasa (Кіншаса, Боенде, Зонго)     | UTC+1           | —          |
| +1140+2728  | Africa/Lubumbashi (Кінду, Букама, Лубумбаші) | UTC+2           | —          |